# Шур (река)
Шур (англ. Suir, ирл. An tSiúr) — река в Ирландии. Общая длина — 184 км.
Река берёт своё начало на склонах горы Дэвилс Бит в графстве Северный Типперэри и течёт в южном направлении до границы с Уотерфордом, после чего русло поворачивает на восток и, соединяясь с реками Барроу и Нор, впадает в Кельтское море. Эти реки именуются «Тремя сёстрами», вместе они образуют широкий эстуарий. Штормы и затяжные дожди часто являются причинами наводнений.
На берегу реки, выше по течению от города Уотерфорд археологи обнаружили большое поселение викингов.